# Haplea (film)
Haplea este un film de animație realizat în 1927 de caricaturistul Marin Iorda, după scenariul lui Nicolae Batzaria. Personajele sale au apărut cu mult înainte, în caricaturile din presa vremii. Pentru a crea acest film de 300 metri, autorului i-a fost necesar un an de muncă.

## Primul desen animat românesc păstrat
Ca personaj în caricaturi, Haplea și prietenii săi (Coana Frosa, Hăplina și Hăplișor) au apărut în mai multe reviste, cum ar fi "Dimineața copiilor", din 1924 până în 1970 și în unele albume.
În 1927, Marin Iorda a realizat pe baza acestor personaje primul desen animat românesc păstrat în Arhiva Națională de Filme, intitulat "Haplea", pe scenariile lui Nicolae Batzaria. Filmul a fost realizat cu ajutorul unui aparat de filmat Charles Urban & Co., cumpărat de la Aurel Petrescu. 
Câteva pagini de manuscris, un fel de "jurnal de creație" al autorului, vorbesc de la sine despre migala muncii la acest film: 
"Încet-încet, vrafuri de desene se ridicau în jurul meu. Haplea mergea, Haplea fugea, Haplea e supărat. Alături de el, își făceau apariția alte figuri: Cățelușul Zdup, gâsca cea prostuță, Privighetoarea, Cioara, Cobzarul, Țambalagiul, Frosa, Popa Clondir, Nașul și Nașa. De asemenea se întruchipau în părțile lor caracteristice trenul în mers, poduri, aeroplanul lui Lindberg, automobilul. Problemele ce mi se ridicau nu erau dintre cele mai ușoare, dar mă interesau cu atât mai mult: mersul omului, mersul câinelui, zborul păsărilor și al avionului, fuga automobilului. Toate acestea trebuiau studiate, calculate și realizate în funcție de depărtare, de viteză, de unghiul optic sub care erau văzute și redate."
Dificultățile tehnice și materiale au fost și ele evocate:
"Am adunat de ici, de colo, bani pentru a cumpăra un vechi aparat de luat vederi, nu mai mare decât o valiză: marca «Urban», un adevărat strămoș. [...] Două mese suprapuse, pentru turnare. Pe masa de deasupra, bătrânul «Urban». Pe cea de dedesubt, platoul, pe care îmi voi așeza personajele. O gaură în masa de deasupra îmi va permite să fixez obiectivul în așa fel ca să pot privi drept la mijlocul mesei de jos, scuzați... al platoului."

Haplea şi Coana Frosa

La sfârșitul filmului, autorul a avut ideea să apară însuși în fața camerei, arătând spectatorilor, pe viu, cum își creează eroul; stând de vorbă cu el înainte de a-l introduce în acțiunea filmului.
Spre deosebire de Păcală (un alt personaj de desen animat din acei ani), personaj preluat din folclorul românesc, personajul Haplea a intrat în folclor datorită popularității benzilor desenate și figurii sale de naiv contemporan. Un alt desenator, Pascal Rădulescu, a publicat între anii 1938 și 1940 "Peripețiile lui Haplea“ sub pseudonimul Moș Nae.
Dificultățile ivite în timpul și după realizarea filmului "Haplea" l-au făcut pe Iorda să renunțe la o continuare. A mai realizat, în anul 1936, doar niște diagrame animate pentru filmul profesorului Dimitrie Gusti, prezentat la pavilionul românesc al Expoziției internaționale de la Paris din anul următor.

## Rezumatul filmului
După ce a mers peste 100 kilometri pe jos cu traista-n băț, Haplea ajunge în satul Hăplești. Aici o cunoaște la o fântână pe Coana Frosa, văduva lui Niță Chioru, mort de înghesuială la pomană, se îndrăgostesc și se căsătoresc. Nașii sunt Sița Boloboc, moașă cu diplomă în Tirchilești și Nae Afumatul, angrosist de coloniale în Bariera Moșilor, iar preotul este Popa Clondir. 
Haplea și Coana Frosa au apoi doi copii: Hăplina și Hăplișor. 
Personajele principale care apar în film sunt următoarele:
- Haplea
- Coana Frosa - soția lui Haplea
- Hăplina - fetița lui Haplea și a Coanei Frosa
- Hăplișor - băiețelul lui Haplea și a Coanei Frosa
- cățelul Zdup

## Aprecieri din presă
Presa vremii a apreciat originalitatea acestui film:
"Regia și decupajul, diversele planuri precum și montarea sunt admirabile. Aventurile lui Haplea pe ecran au făcut senzație în sală, căci nu era spectator care să nu cunoască acest erou din cărți sau reviste. El a descrețit fruntea spectatorilor, obținând un viu succes (s.a.), care de bună seamă revine lui Iordache, talentat desenator."
O altă apreciere citată apare în Revista Cinema din anul 1987:
"Fără a exagera câtuși de puțin, afirmăm că este primul film românesc de acest gen care stă aproape pe același nivel cu desenele animate străine. Figurile atât de populare ale lui Haplea, Frosa și cățelul Sdup, cunoscute din cărți și reviste, se mișcă de data aceasta pe ecran în scene amuzante și hazlii." (Revista Cinema, 1987) 